# Macrauchenidia
Huayqueriana es un género extinto de litopterno relacionado con la Macrauchenia y que pertenecía a la misma familia Macraucheniidae, que abarca solo a una especie, M. latidens. Vivió en Sudamérica durante el período Mioceno hasta inicios del Plioceno (edad SALMA Huayqueriense), en Argentina.